# Massif de la Lauzière
Massif de la Lauzière (wł. Massiccio della Lauzière) to grupa górska w Alpach Zachodnich. Leży we wschodniej Francji, w regionie Rodan-Alpy (departament Sabaudia. Nazwa grupy pochodzi od jej najwyższego szczytu Grand Pic de la Lauzière, który osiąga 2829 m.
Najwyższe szczyty:
- Grand Pic de la Lauzière 2829 m,
- Gros Villan 2746 m,
- Grande Cantine 2700 m,
- Aiguille de la Balme 2696 m,
- Pic du Rognolet 2656 m,
- Roche Noire 2581 m,
- Pointe Saint-Jacques 2531 m,
- Frettes 2527 m,
- Rocher de Sarvatan 2510 m,
- Pointe de Combe Bronsin 2499 m,
- Grand Arc 2484 m,
- Mont Bellacha 2483 m,
- Grande Muraille 2462 m,
- Pic de Lacha 2436 m,
- Mont de la Perrière 2436 m,
- Roc Rouge 2375 m,
- Petit Arc 2365 m,
- Pointe des Marmottes Noires 2339 m,
- Roche Bénite 2297 m,
- Rocher du Vieux 2256 m,
- Grand Mas 2235 m.